# Gniewino
Gniewino (Gnewin fino al 1945) è un comune rurale polacco del distretto di Wejherowo, nel voivodato della Pomerania.
Ricopre una superficie di 176,21 km² e nel 2004 contava 6 688 abitanti.